# Еш-сюр-Сур (гребля)
Еш-сюр-Сур (люксемб. Barrage Esch-Sauer, фр. Barrage d'Esch-sur-Sûre) — гребля на річці Зауер (Сюр) у Великому герцогстві Люксембург біля міста Еш-сюр-Сур. Побудована у 1956—1957 роках. У 1963 році тут введено в дію ГЕС. Висота греблі становить 50 м, довжина — 170 м. Після будівництва греблі на річці Зауер було утворено Верхньозауерське озеро.

## Характеристики греблі
Побудована з гідротехнічного бетону. Є арковою греблею. Висота греблі становить 50 м, довжина — 170 м, ширина по гребню -1,5 м, ширина по підошві — 4,5 м. На гребні споруджено автодорогу на дві смуги.
На греблі Еш-сюр-Сур у 1961 році вперше в світі на великій гідротехнічній споруді було здійснено полімерне фарбування. Через вилуговуючу агресивність м'якої води водосховища гребля потребувала гідроізоляційного захисту. Вся напірна грань греблі на площі понад 10 000 м² була покрита наіритним (хлоропреновим) каучуком товщиною 1-1,2 мм. Для підвищення атмосферостійкості надводна частина греблі поверх неопренового покриття була перекрита фарбою на основі хлорсульфованого поліетилену під фірмовою назвою «хайпалон».

## Водосховище
Гребля утворює Верхньозауерське озеро — найбільше водосховище країни. Об'єм водосховища — близько 60 000 000 м³. Площа водозбірного басейну — 428 км², 2/3 якого розташовано на території Бельгії, найбільша глибина — 43 м.

## ГЕС
На ГЕС використовуються дві радіально-осьових турбіни загальною встановленою потужністю 11 МВт, середнє річне виробництво — 16 млн кВт·год.